# Botanischer Garten Metz
Der Botanische Garten Metz, zuvor „Parc Frescatelly“, ist ein Landschaftspark von 4,4 Hektar Größe. 1866 wurde er durch die Stadt Metz vom Baron de l’Espée erworben, nachdem sich der Park im Eigentum verschiedenen bedeutender Persönlichkeiten der Stadt befunden hatte. Er befindet sich in Montigny-lès-Metz in unmittelbarer Nähe zur Stadtgrenze.
Der Botanische Garten Metz ist Teil des grenzübergreifenden Netzwerks Gärten ohne Grenzen und besteht aus der Promenade erweitert durch den „Plan d'eau“, den Platz der Republik und der Esplanade, den städtische Park Saulcy, das Mosel-Ufer mit dem Moselkanal sowie einem toten Seitenarm der Mosel. Er verteilt sich auf 429 Hektar Fläche.
Seit dem 16. September 2019 wird er von den „Jardins botaniques de France et des pays francophones“ unterstützt.

## Geschichte
Das Anwesen Frescatelly ist eine in 1719 von Philippe d'Auberting de Bionville gebaute Sommerresidenz in Montigny-lès-Metz, ein „riesiges Grundstück, das von einem Tor umschlossen ist, mit einer Villa in der Mitte, einem Park davor und Gärten hinten.[…]“. Die Stadt Metz beschloss Ende 1865, dieses Grundstück zu erwerben, um die botanischen Sammlungen aus der Rue du Tombois dorthin zu verlegen und die Botanikschule sowie die Gesellschaft für Naturgeschichte und die Gesellschaft für Gartenbau unterzubringen.
Die von Bürgermeister Félix Maréchal zusammengestellte Kommission für Gärten und öffentliche Promenaden nahm das Projekt des Stadtarchitekten Demoget an, den neuen Park umzugestalten und den Botanischen Garten und einen Vergnügungsgarten im englischen Stil zu integrieren.
Die Bauarbeiten begonnen im März 1867, so dass der neue Botanische Garten schnell zu einem bevorzugten Ort der Einwohner wurde. So kann man im Monat Juli durchschnittlich 142 Besucher pro Tag verzeichnen.
Mehrere gusseiserne Gewächshäuser wurden anlässlich der Weltausstellung von 1861 gebaut und sind ein Werk des Metzer Kunstschmieds Pantz.
Der Park beherbergt eine Reihe seltener und bemerkenswerter Bäume, von denen einige über 150 Jahre alt sind und andere aus dem Ende des 18. Jahrhunderts stammen könnten: Japanischer Schnurbaum, Echte Sumpfzypresse, drei Gingkobäume, Buche, Platane, Riesenmammutbaum, Virginia-Kaki, Kalifornische Nusseibe, Japanische Nusseibe…
Einige von ihnen weisen beträchtliche Ausmaße auf: vier Exemplare haben einen Umfang von über 4,60 m.
Bei einem Spaziergang entlang der Wanderwege können Sie eine ganze Reihe von Sorten beobachten: Virginia-Tulpenbaum „Variegata“, Trauer- und Purpurbuche, Pappel, Spitzahorn „Cucullatum“ …

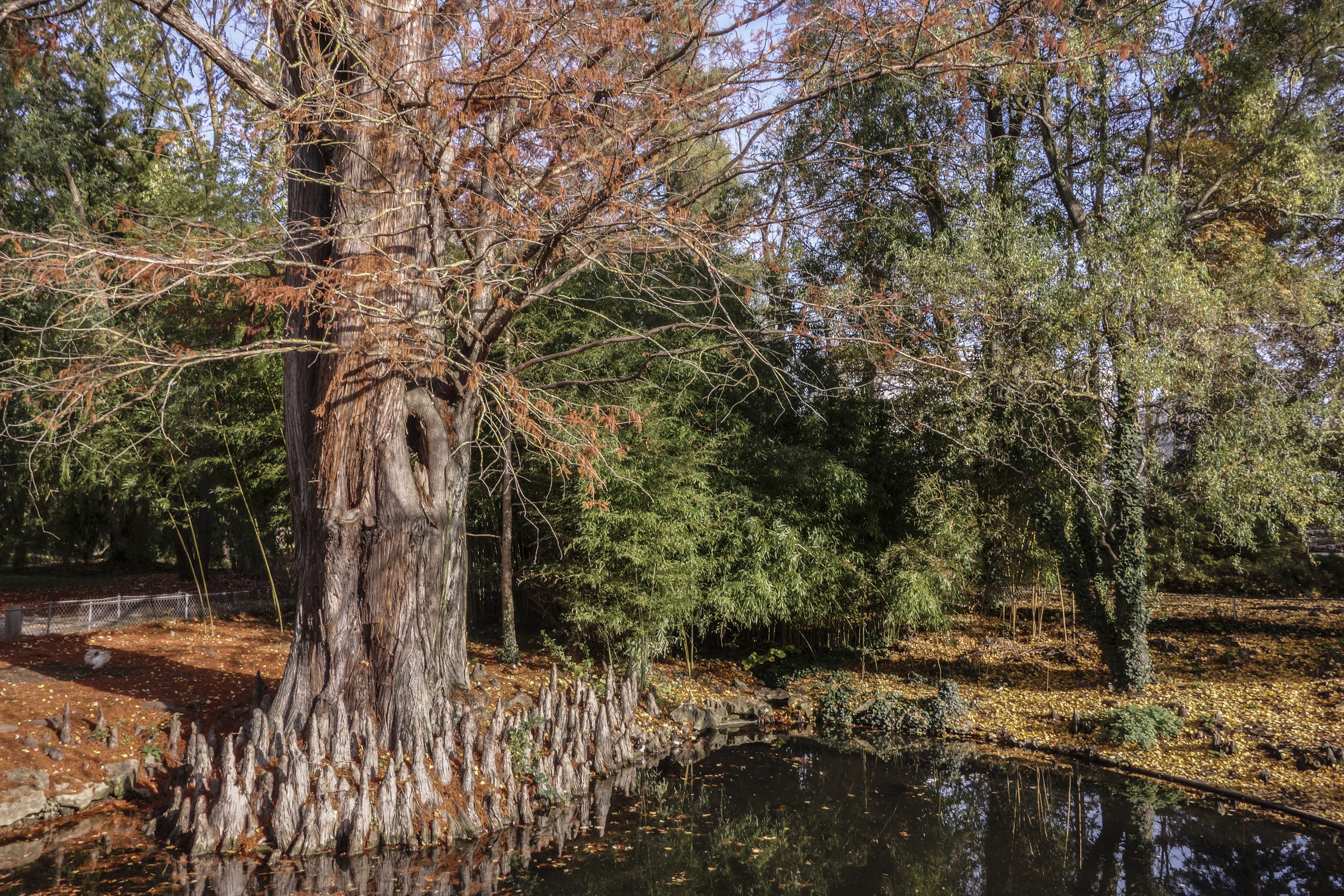
Louisiana-Sumpfzypresse (Taxodium distichum)

Zwei Teiche schmücken ihn, verbunden durch einen Bach, in dem sich Schwäne und andere Vögel tummeln. Einige im 14. Jahrhundert vom Künstler Christophe Fratin modellierte Tierskulpturen aus Bronze, schmücken den Garten.
Eine Bronze, die der Darstellung eines Adlerkampfes sehr ähnlich ist sowie einen Hirsch am Eingang des oberen Gartenteils, ist in New York City zu finden. Er ist das Meisterstück des Central Parcs und dort im Jahre 1863 aufgestellt worden, bekannt als älteste Skulptur aller New Yorker Parkanlagen.
Der Frescatelly-Pavillon beherbergt derzeit die Leitung der Abteilung Grünflächen sowie ein kleines Wohnquartier.

## Parkgliederung

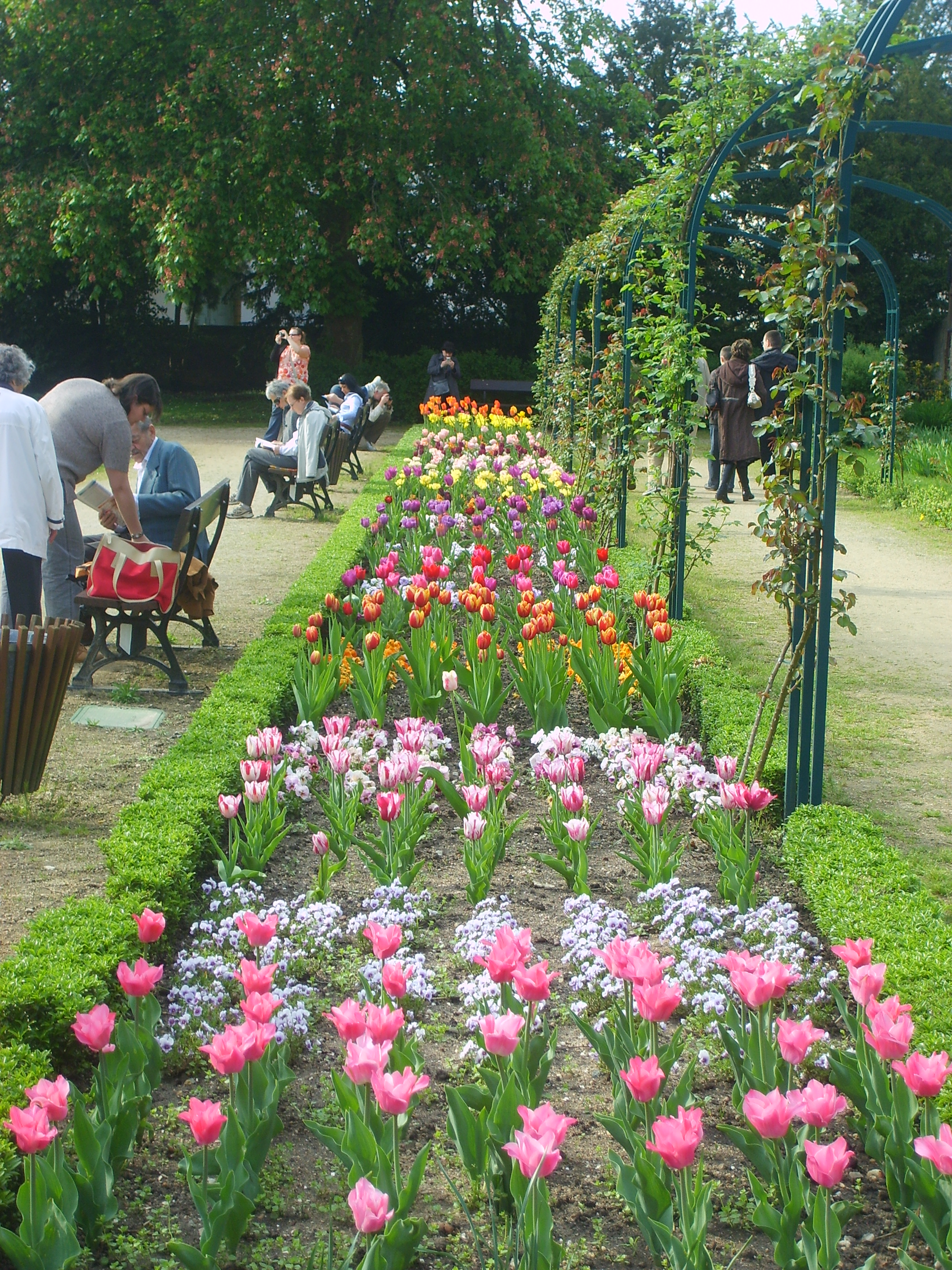
Im Frühling ersetzen Tulpen die Rosen....

Heute kann man im Park drei dominierende Garten-/Landschaftstypen entdecken:
- einen englischen Landschaftsgarten, der eine naturnahe, sanft hügelige Bepflanzung zeichnet, die verschiedene bemerkenswerte Bäume hervorhebt, insbesondere Sumpfzypressen oder Riesenmammutbäume. Entlang der Wege sind verschiedene Wasserspiele angeordnet, während Blühpflanzen dort nur relativ sparsam gepflanzt sind.
- ein symmetrisch strukturierter französische Landschaftspark
- der neue Garten

### Gewächshäuser
Die Grünflächenabteilung produziert dort jedes Jahr 490.000 Blumenpflanzen. Die Gewächshäuser beherbergen 4.500 Pflanzen aus achtzig verschiedenen Pflanzenfamilien. Auf einer Fläche von tausend Quadratmetern ist eine besondere Flora mit Fischteichen, Schildkröten und einer Voliere mit exotischen Vögeln angesiedelt.

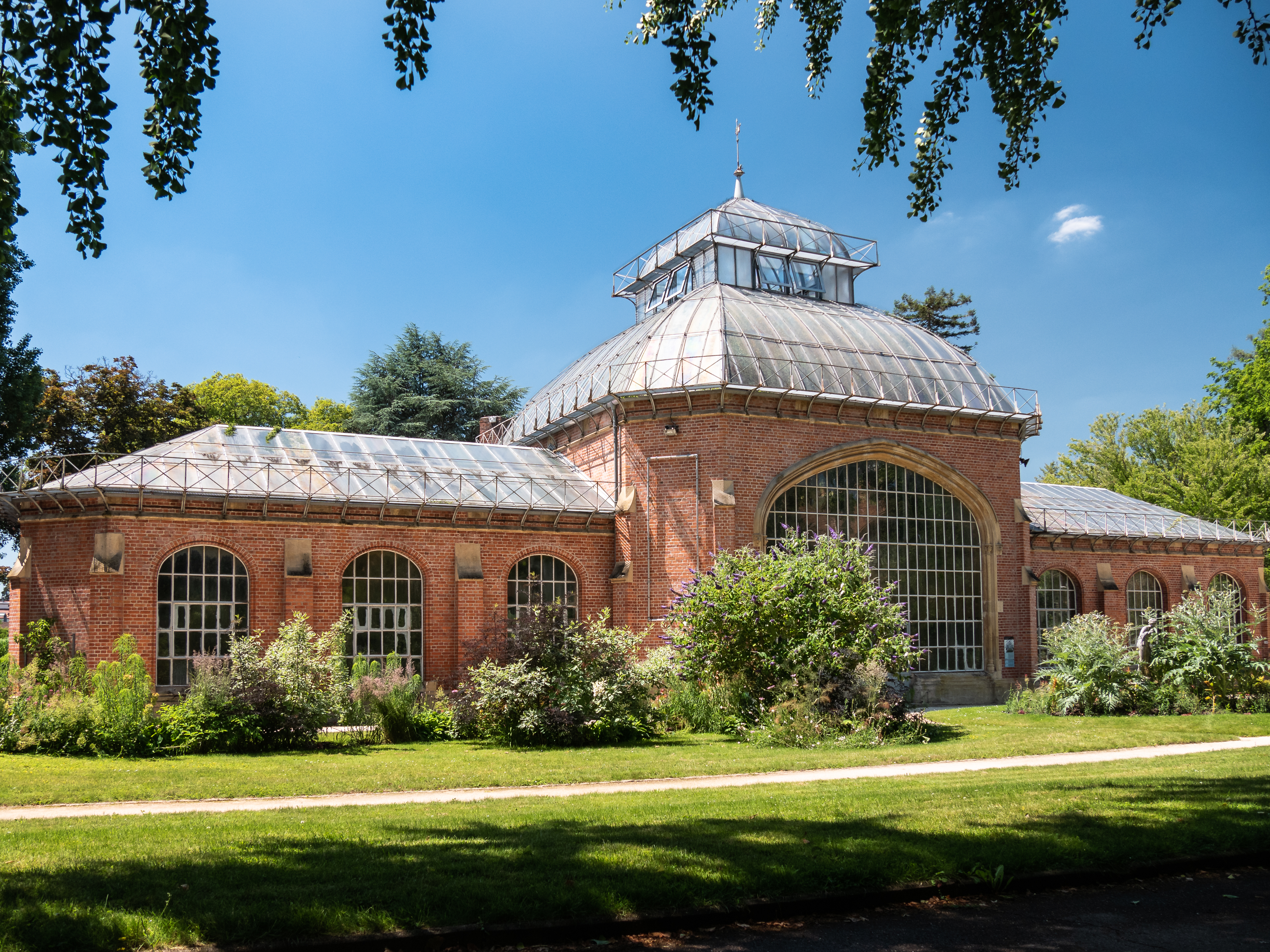
Die Gewächshäuser

### Neuer Garten
- der Garten der Gräser bzw. Süßgräser
- der Garten der Düfte
- ein Teich

## Pflanzenwelt
- ein Rosarium beherbergt über 80 Rosenarten,
- experimentelle „Ecken“: alte Pflanzensorten (einjährige, zweijährige und Zwiebelpflanzen),
- eine Mauer aus Kletterpflanzen,
- Steingärten,
- separate Gewächshäuser, in denen tropische Pflanzen und Orchideen, Kakteen und Sukkulenten gedeihen.

## Biographie
- Dufour, Lasaulce, Félix Maréchal, „Bericht über den Botanischen Garten, verlesen dem Gemeinderat in seiner Sitzung vom 11. Januar 1851“, S. Lamort, Metz, 1851, 26 Seiten.
- Stadt Metz:. „Botanischer Garten. Katalog der 1931 gesammelten Samen, 4 Blätter“.

1. ↑  Liste des Jardins Botaniques Parrainés au 16-09-2019. In: Jardins botaniques de France et des pays francophones. Archiviert vom Original am 16. Februar 2020; abgerufen am 28. Mai 2020 (französisch).  Info: Der Archivlink wurde automatisch eingesetzt und noch nicht geprüft. Bitte prüfe Original- und Archivlink gemäß Anleitung und entferne dann diesen Hinweis.
2. ↑  Ville de Metz: Guide pratique des 90 arbres remarquables de Metz. In: metz.fr. Juli 2017, abgerufen am 9. November 2020 (französisch).
3. ↑  Metz / Des serres du Botanique à l'Esplanade de la République... In: Fier de vivre à Metz. 31. Mai 2014 (französisch, eklablog.com [abgerufen am 24. Oktober 2018]).

### Verbundene Artikel
- Parc de la Seille
- Esplanade de Metz
- Jardin Boufflers
- Gerbergarten Metz